# Verdrag van Chartres
Het Verdrag van Chartres van 9 maart 1409 moest leiden tot een verzoening tussen hertog Karel van Orléans en hertog Jan zonder Vrees van Bourgondië.
De oorzaak van hun conflict was de door Jan zonder Vrees bevolen moord op 23 november 1407 op Karels vader, hertog Lodewijk I van Orléans, die Jans grote rivaal was. Dit feit was de aanleiding voor de Burgeroorlog tussen Armagnacs en Bourguignons, waarvan men de uitbraak met deze overeenkomst hoopte te kunnen voorkomen.
De onderhandelingen waren in 1408 voorafgegaan door het proces rond de moord in Parijs en het overlijden van Valentina Visconti, de weduwe van Lodewijk van Orléans, die een diepe haat koesterde tegen Jan zonder Vrees. Daarnaast twijfelden de hoge edelen van het rijk lange tijd uit vrees voor Jan zonder Vrees om zich openlijk aan de kant van de jonge hertog van Orléans te scharen.
Het verdrag werd door Jean II de Montaigu, de raadsman van Karel VI, voorbereid. De belangrijkste van de 21 artikelen van dit verdrag waren:
- de bekentenis van de hertog van Bourgondië, dat hij hertog van Orléans had laten vermoorden: "Par sa volonté et par ses ordres pour le bien du royaume" – "door zijn wil en op zijn bevel, voor het goed van het koninkrijk" – en
- de verontschuldiging van deze tegenover de kinderen van zijn slachtoffer

In ruil hiervoor verklaarden de zonen van Lodewijk, de 18-jarige Karel en de 13-jarige Filips, in het kader van de ceremonie, die in de kathedraal van Chartres plaatsvond, Jan zonder Vrees te vergeven en zwoeren op de Bijbel het ondertekende pact te respecteren. Koning Karel VI van Frankrijk zou op zijn beurt de hertog van Bourgondië gratie verlenen.
Het verdrag werd echter niet nageleefd, nadat  op 15 april 1410 tijdens het huwelijk van Karel met een dochter van graaf Bernard VII van Armagnac in Gien een verbond tegen de hertog van Bourgondië werd gesmeed, waarvan de graaf van Armagnac woordvoerder werd – waarmee de tweestrijd tussen de Bourguignons en de Armagnacs ontstond. Er werden nog twee pogingen ondernomen het nu uitgebroken militaire conflict te beëindigen: op 2 november 1410 met het verdrag van Bicêtre en op 22 augustus 1412 met het verdrag van Auxerre. Maar ook deze bleven zonder gevolg.